# Prêmio CRM-Fields-PIMS
O Prêmio CRM-Fields-PIMS (em inglês:  CRM-Fields-PIMS prize) é concedido anualmente pelo Centre de Recherches Mathématiques (CRM) e pelo Instituto Fields desde 1994. Em 2005 o Pacific Institute for the Mathematical Sciences (PIMS) juntou-se aos outros dois institutos na concessão do prêmio, resultando o atual Prêmio CRM-Fields-PIMS.
O prêmio é concedido por pesquisa excepcional em matemática. É um dos mais prestigiados prêmios de matemática do Canadá.
A pesquisa deve ter sido feita principalmente no Canadá, ou em afiliação com uma universidade canadense.

## Recipientes
- 1995 Harold Scott MacDonald Coxeter
- 1996 George Arthur Elliott
- 1997 James Arthur
- 1998 Robert Moody
- 1999 Stephen Cook
- 2000 Israel Michael Sigal
- 2001 William Thomas Tutte
- 2002 John Friedlander
- 2003 John McKay e Edwin Perkins
- 2004 Donald Dawson
- 2005 David W. Boyd
- 2006 Nicole Tomczak-Jaegermann
- 2007 Joel Feldman
- 2008 Allan Borodin
- 2009 Martin T. Barlow
- 2010 Gordon Slade
- 2011 Mark Lewis
- 2012 Stevo Todorčević
- 2013 Bruce Reed
- 2014 Niky Kamran
- 2015 Kai Behrend
- 2016 Daniel Wise
- 2017 Henri Darmon
- 2018 Jeremy Quastel
- 2019 Nassif Ghoussoub
- 2020 Catherine Sulem
- 2021 Andrew Granville
- 2022 Bálint Virág